# Jean François Billeter
Jean François Billeter (nom en xinès: 毕来德 / 畢來德 Bì Láidé), nascut el 1939 a Basilea, Suïssa, és un sinòleg suís i professor honorari de la Universitat de Ginebra, on va crear el departament de sinologia el 1987. Després de dirigir-lo durant dotze anys, va retirar-se el 1999 per poder dedicar més temps a escriure.